# Aclista boops
Aclista boops är en stekelart som först beskrevs av Thomson 1858.  Aclista boops ingår i släktet Aclista, och familjen hyllhornsteklar. Arten är reproducerande i Sverige.